# Bernard Hartze
Bernard Hartze (Pretoria, 5 marzo 1950 – Pretoria, 16 gennaio 2024) è stato un allenatore di calcio e calciatore sudafricano, di ruolo centrocampista.

## Biografia
Bernard Hartze nacque il 5 marzo 1950 a Marabastad, un quartiere di Pretoria. Di origine mista, essendo infatti un cosiddetto coloured, dovette subire per tale ragione le conseguenze dell'apartheid.
Il dipartimento degli affari culturali e dello sport della Provincia del Capo Occidentale lo nominò nel 2006 "Sports Legend".

## Caratteristiche tecniche
Dotato di una tecnica innata e con un'ottima visione di gioco, fu soprannominato Dancing Shoes per le sue abilità nel dribbling e nel controllo di palla. Oltre alle doti naturali, si distinse nella serietà negli allenamenti che ne aumentarono la resistenza.

## Carriera
Giovanissimo, fu tra i fondatori del M. Sundowns, con cui firmò il suo primo contratto da professionista quindicenne, giocandovi fino al 1967.
Essendo di origine mista, gli fu impedito di giocare nella National Football League, riservata ai bianchi, benché alcuni funzionari di Durban provarono a cambiarne la registrazione in "bianco", non riuscendovi.
Dopo aver effettuato un provino di due mesi con gli inglesi del Leeds Utd, rinunciando all'ingaggio per problematiche burocratiche e nostalgia di casa, passò dapprima al Berea e poi agli Orlando Pirates., Con i pirati giocò fino al 1970, dovendoli lasciare a causa delle discriminazioni razziali, passando al Cape Town Spurs. Nel febbraio 2017 il giornale Joburg Post lanciò un sondaggio per indicare il giocatore più forte della storia dei Pirates e Hartze si classificò al secondo posto.
Con gli Spurs nel primo anno rivestì anche il ruolo di allenatore. Negli anni di militanza agli Spurs si distinse per l'ottimo rendimento in fase offensiva.
Dopo gli Spurs giocò nel Cape Town United.
Nel dicembre 1974 firmò per gli statunitensi del T.B. Rowdies, neonata franchigia della NASL. Con i Rowdies, pur non giocando la finale, si aggiudicò il torneo 1975, superando i Portland Timbers. La stagione ai Rowdies fu inficiata da un infortunio occorsogli nella sua seconda partita disputata, che ne limitò l'impiego, a causa del lungo recupero.
Contemporaneamente al calcio si dedicò con i Rowdies all'indoor soccer, militando nella NASL indoor, raggiungendone la finale nell'edizione 1975. 
Nella pausa della NASL tornò in patria per giocarvi in prestito al Cape Town City.
Nella stagione seguente venne inizialmente prestato ai Tacoma Tides, militanti nell'American Soccer League. Nel corso del campionato passò, sempre in prestito, ai Sacramento Spirits, sempre nella ASL, diventando addirittura allenatore dopo l'allontanamento di Dick Ott. Hartze non riuscì a risollevare le sorti degli Spirits, che conclusero il campionato con il peggior rendimento di tutte le squadre della lega.
Terminata l'esperienza negli Stati Uniti d'America, tornò in patria per giocare nell'Hellenic, con cui ottenne il quarto posto nella NFL 1977. 

### Allenatore
Nella Premier Soccer League 1999-2000, il massimo campionato sudafricano, guidò il Mother City, venendo però sollevato dall'incarico a stagione in corso. Nel 2010 allenò W.P.U. nella serie cadetta sudafricana.

## Palmarès
- Campionato NASL: 1

Tampa Bay Rowdies: 1975